# Diecezja Kabankalan
Diecezja Kabankalan, diecezja rzymskokatolicka na Filipinach. Powstała w 1987 z terenu diecezji Bacolod.

## Lista biskupów
- Vicente Navarra (1987-2001)
- Patricio Buzon SDB (2002-2016)
- Louie Galbines (od 2018)